# Coleophora incanella
Coleophora incanella é uma espécie de mariposa do gênero Coleophora pertencente à família Coleophoridae.